# Cyrtocris fulvicornis
Cyrtocris fulvicornis là một loài bọ cánh cứng trong họ Cerambycidae.